# Andreas Herzog

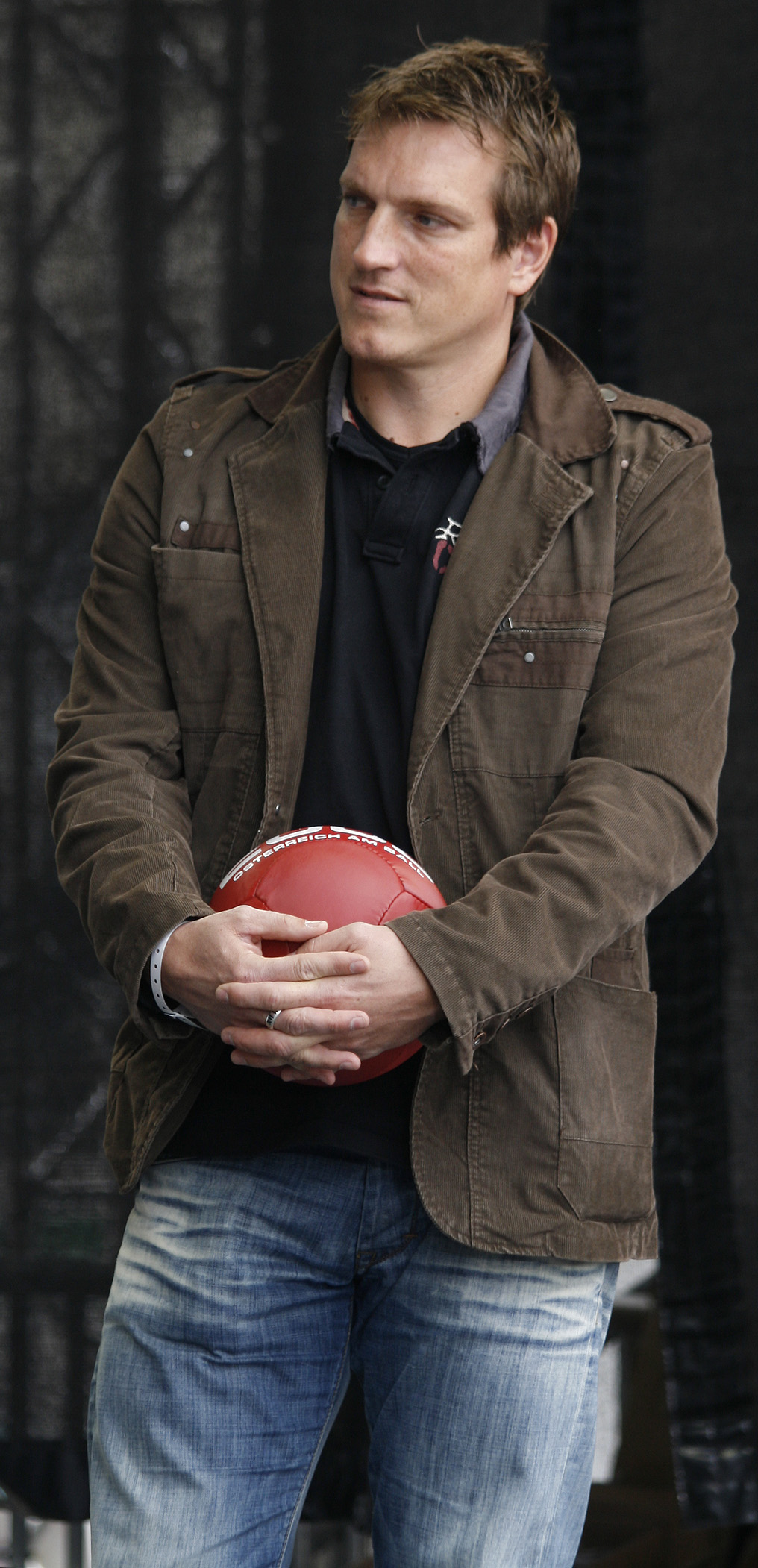
Andreas Herzog (2008)

Andreas Herzog (* 10. September 1968 in Wien) ist ein ehemaliger österreichischer Fußballspieler und heutiger -trainer. Mit 103 absolvierten Länderspielen war er zwischen 1988 und 2003 Rekordspieler der österreichischen Nationalmannschaft.

## Karriere als Spieler

### Vereinskarriere
Herzog begann seine Karriere in der Jugend des FC Admira/Wacker, den er, nachdem die Nachwuchsabteilung des Vereins von Wien nach Niederösterreich verlegt wurde, verließ und zum SK Rapid Wien wechselte. Bei Rapid feierte er 1986, drei Tage nach seinem 18. Geburtstag, unter Trainer Otto Barić sein Profidebüt, sein Durchbruch gelang ihm jedoch erst im Frühjahr 1988 als Leihspieler für den First Vienna FC, wo er an der Seite von Gerald Glatzmayer und Peter Stöger eines der spielstärksten Mittelfelder der Liga bildete und zum österreichischen Nationalspieler aufstieg.
Hatte er bei den beiden Meistertitel (1987 und 1988) und dem Cupsieg (1987) noch eine untergeordnete Rolle gespielt, reifte er nach seiner Rückkehr zu Rapid in Folge sukzessive zum unangefochtenen Spielmacher der Mannschaft heran.
1992 wechselte er in die deutsche Bundesliga und wurde gleich in seiner ersten Saison bei Werder Bremen deutscher Meister und 1994 Pokalsieger. Aufgrund seiner Leistungen wurde der FC Bayern München auf Herzog aufmerksam, und dieser wechselte gemeinsam mit seinem Förderer und Trainer Otto Rehhagel in der Saison 1995/96 zum FC Bayern München. Trotz des Sieges im UEFA-Cup verlief die Saison für ihn aber nicht nach Wunsch, und er kehrte nach Bremen zurück, wo er 1999 zum zweiten Mal Pokalsieger wurde. In Deutschland erzielte „Herzl“, wie er von vielen seiner Fans genannt wird, in insgesamt 264 Bundesligaspielen 60 Tore, davon 15 durch Elfmeter.
Als er Gefahr lief, seinen Stammplatz bei Bremen an den ungarischen Mittelfeldspieler Krisztián Lisztes zu verlieren, wechselte er in der Winterpause 2001/02 zurück in die österreichische Bundesliga und spielte bis 2003 wieder für Rapid Wien, wobei er von 2002 bis 2003 Mannschaftskapitän war. Seine letzte Station als Spieler war in der Saison 2004 die LA Galaxy in der Major League Soccer. Nach dieser Saison gab er seinen Rücktritt vom Profifußball bekannt. In Österreich gelangen ihm in 174 Meisterschaftspartien, 17 Cupspielen und 10 Europacupspielen insgesamt 51 Tore.

### Nationalmannschaftskarriere
Mit der österreichischen Nationalmannschaft konnte er sich für die Fußball-Weltmeisterschaft 1990 in Italien und 1998 in Frankreich qualifizieren. Sein Debüt in der Nationalmannschaft feierte er unter Trainer Josef „Pepi“ Hickersberger am 6. April 1988 im Länderspiel gegen Griechenland (Endstand 2:2). Mit 103 Länderspieleinsätzen, in denen er 26 Tore erzielte, war er bis zur Ablösung durch Marko Arnautović 2022 österreichischer Rekordnationalspieler. Vielen in Erinnerung blieb vor allem sein Tor am 6. September 1997 zum 1:0 gegen Schweden – in der 76. Minute traf er vor 48.000 Fans im ausverkauften Ernst-Happel-Stadion aus ca. 20 Metern mit links und bezwang Schweden-Keeper Thomas Ravelli. Dieser Sieg war einer der wichtigsten Bausteine für den Gruppengewinn der österreichischen Nationalmannschaft in der WM-Qualifikation 1998. Auch im letzten Spiel der Qualifikation für die WM 2002 steuerte er mit einem Freistoßtreffer in der Nachspielzeit gegen Israel zum 1:1-Endstand den wohl wichtigsten Treffer bei, durch welchen sich Österreich zumindest für die Relegation gegen die Türkei qualifizierte. Obwohl nur ein- und zweistellige Rückennummern erlaubt sind, durfte Herzog mit Genehmigung der FIFA sein 100. Länderspiel mit der Rückennummer 100 austragen. Sein letztes Länderspiel absolvierte Herzog am 30. April 2003 in Glasgow gegen Schottland, als Österreich mit 2:0 siegte.

## Trainerkarriere

### Karriere beim ÖFB
2005 wurde Herzog zum ÖFB-Botschafter für die  EURO 2008. Seine Aufgaben waren vor allem gezielte Werbeauftritte für ausgesuchte ÖFB-Sponsoren und für die Europameisterschaft, Spielbeobachtungen im In- und Ausland in Zusammenarbeit mit dem ÖFB-Trainerstab und dem Teamchef sowie die Beratung von Jugendspielern.
Nachdem Teamchef Hans Krankl im September 2005 von seinem Amt als Teamchef zurückgetreten war, übernahm Herzog bei den beiden letzten Spielen der Qualifikation für die WM 2006 die Position des Teammanagers und betreute als Interimstrainer mit Willibald Ruttensteiner und Slavko Kovačić die ÖFB-Auswahl. Von Jänner 2006 bis Juni 2008 war Herzog persönlicher Assistent von Teamchef Josef Hickersberger, der am 23. Juni 2008 zurücktrat. Von August 2008 bis zum 2. März 2009 war er mit Ján Kocian Trainerassistent der österreichischen Nationalmannschaft unter Karel Brückner. Im März 2009 wurde er zum neuen Teamchef der österreichischen U-21 bestellt.

### Co-Trainer Nationalmannschaft der USA
Im Dezember 2011 bat Herzog um sofortige Auflösung seines Vertrages als Cheftrainer der österreichischen U-21-Nationalelf, da ihm ein Angebot als Co-Trainer der Fußballnationalmannschaft der Vereinigten Staaten vorlag. Diesem Anliegen kam der ÖFB nach. Herzog war als Co-Trainer von Jürgen Klinsmann und als Scout für die amerikanischen Spieler in den europäischen Ligen tätig. Von Jänner 2015 bis Dezember 2016 war er zusätzlich Trainer der U-23-Nationalmannschaft der USA. Die angestrebte Qualifikation für die Olympischen Sommerspiele 2016 erreichte er allerdings nicht. Nach der Entlassung von Jürgen Klinsmann musste auch Herzog seine Posten beim US-amerikanischen Fußballverband aufgeben.

### Nationaltrainer von Israel
Am 1. August 2018 wurde Herzog zum neuen Trainer des israelischen Nationalteams bestellt. Im Juni 2020 beendete er seine Tätigkeit als Nationaltrainer von Israel, nachdem sein Vertrag nicht verlängert worden war.

### Trainer des FC Admira Wacker Mödling
Zur Saison 2021/22 wurde er Cheftrainer des österreichischen Bundesligisten FC Admira Wacker Mödling, bei dem er einst seine Spielerkarriere begonnen hatte. Damit übernahm er erstmals als Trainer einen Verein. Seine erste Saison als Klubtrainer verlief allerdings schlecht, mit der Admira stieg er zu Saisonende als Tabellenletzter aus der Bundesliga ab. In die 2. Liga ging Herzog dann nicht mehr mit und verließ den Klub nach einer Spielzeit wieder im Sommer 2022.

### Co-Trainer Nationalmannschaft von Südkorea
Von März 2023 bis Februar 2024 arbeitete Herzog wieder als Co-Trainer an der Seite von Jürgen Klinsmann, der zuvor als neuer Trainer der südkoreanischen Nationalmannschaft präsentiert wurde.

## Sonstiges
Andreas Herzog ist verheiratet, hat zwei Söhne und wohnt in Breitenfurt bei Wien.
Sein Vater war Anton „Burli“ Herzog (1941–2024), der zwischen 1961 und 1975 in der österreichischen Bundesliga bei Wacker Wien, Austria Wien, SVS Linz, Admira Wien, Wiener Sport-Club und Admira/Wacker Mödling gespielt hat. Herzog junior wuchs mit seiner Familie in Wien-Meidling auf, wo er das Gymnasium Singrienergasse besuchte
Sein Neffe Daniel Gramann (* 1987) war ein erfolgreicher Nachwuchsspieler des VfB Admira Wacker Mödling, der es zahlreiche Male zu Einsätzen in österreichischen Nachwuchsnationalmannschaften gebracht hat und auch mehrere Jahre in den beiden österreichischen Profiligen zum Einsatz gekommen ist. Seit seinem Weggang vom SV Grödig im Sommer 2011 ist er jedoch nur mehr auf Amateurebene aktiv (Stand: Februar 2021). Gramanns Vater Wolfgang (* 1963) war bis in die 1990er Jahre ebenfalls als Fußballspieler im Profibereich aktiv gewesen und ist seit 2012 als Mediendirektor für den Österreichischen Fußball-Bund (ÖFB), bei dem er auch bereits Generalsekretär war, angestellt.

## Erfolge
- UEFA-Pokal-Sieger 1996
- Deutscher Meister 1993
- Österreichischer Meister 1987, 1988
- DFB-Pokal-Sieger 1994, 1999
- Teilnehmer Weltmeisterschaft 1990, 1998

## Auszeichnungen
- 1992: Fußballer des Jahres in Österreich
- 1998: Torschütze des Monats November[15]
- 1999: Wahl in das Rapid Team des Jahrhunderts
- 2002: Goldenes Verdienstzeichen der Republik Österreich
- 2004: Wahl in die Österreichische Nationalelf des 20. Jahrhunderts